# Famille Repnine
La famille Repnine (en russe : Репнин) ou au féminin Repnina (russe : Репнина) appartient à la noblesse russe. 

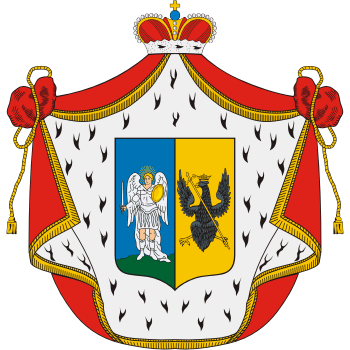
Armoiries de la famille Volkonski

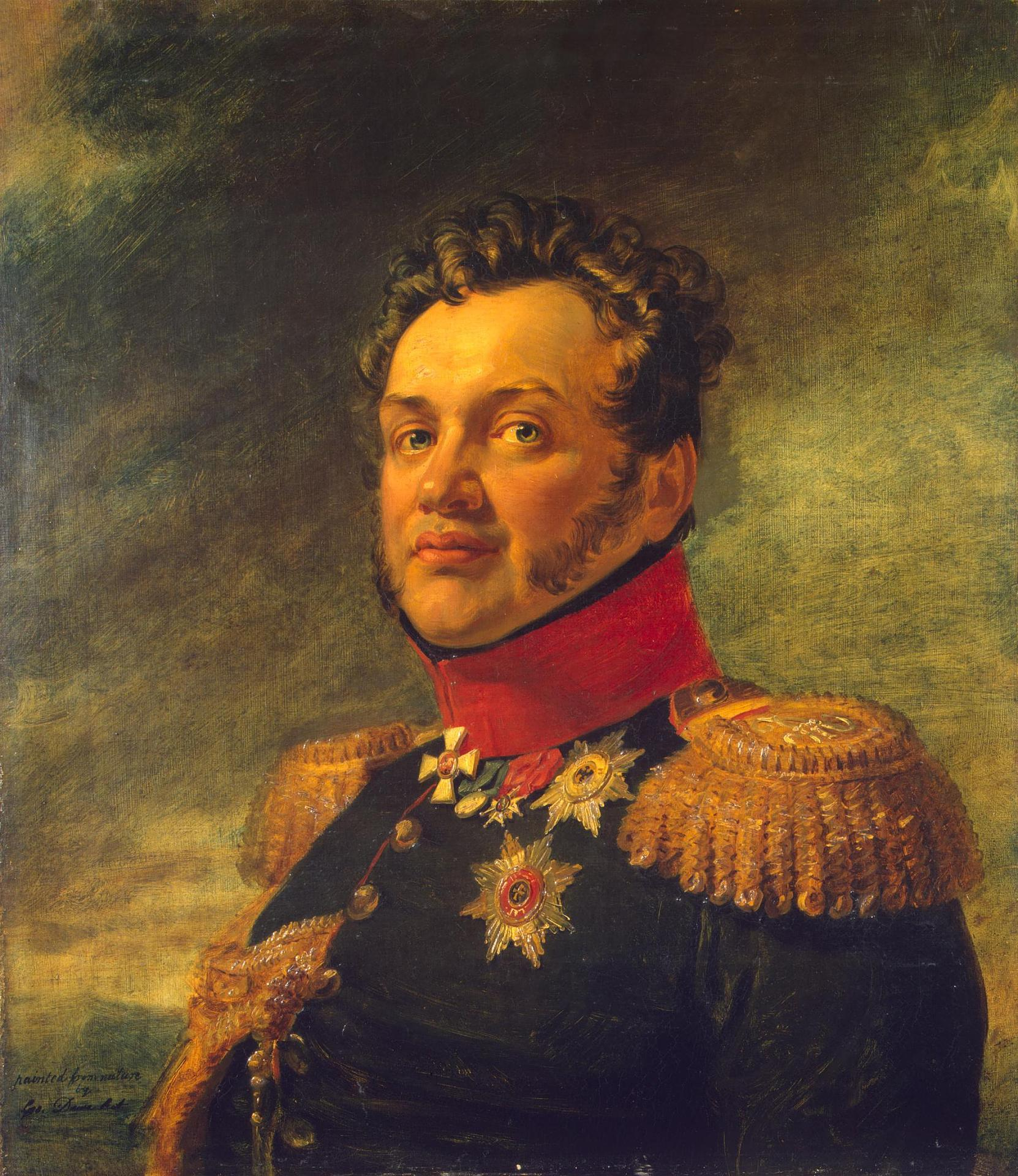
Le prince Nikolaï Grigorievitch Repnine-Volkonski

## Personnalités
- Prince Anikita Ivanovitch Repnine (1668-1726), maréchal et homme politique russe, il fut président du Conseil militaire de 1724 à 1726, gouverneur de Riga, gouverneur général de Livonie.
- Prince Vassili Anikititch Repnine (1696-1748), général de l'armée impériale russe, fils du prince Anikita Repnine
- Prince Nicolas Vassiliévitch Repnine (1734-1801), général et homme d'État russe.
- Prince Nikolaï Grigorievitch Repnine-Volkonski (en russe : Репнин-Волконский, Николай Григорьевич, 1778-1845), général de cavalerie, membre du Conseil d'État (1834), petit-fils du prince Anikita Repnine.
- Sergueï Grigorievitch Repnine-Volkonski, (1788-1865), militaire russe, major-général, héros de la Guerre patriotique de 1812 ; décembriste, il fut condamné à l'exil, frère du précédent.